# Fashion Sakala
Junior Fashion Sakala (ur. 14 marca 1997 w Chipacie) – zambijski piłkarz grający na pozycji napastnika w klubie Al-Fayha FC  oraz reprezentacji Zambii.

## Kariera
Sakala rozpoczynał swoją karierę w zambijskim Nchanga Rangers. Zanim opuścił ojczyznę, grał jeszcze w Zanaco. Pierwszym klubem w Europie był Spartak Moskwa. Tam występował jednak głównie w drugim zespole. Później przeniósł się do belgijskiego KV Oostende. Od 2021 jest zawodnikiem Rangers. W sezonie 2021/22 wygrał z klubem Puchar Szkocji oraz dotarł do finału Ligi Europy.
W seniorskiej reprezentacji Zambii zadebiutował 2 września 2017 w meczu z Algierią. Pierwszą bramkę zdobył 19 czerwca 2019 w starciu z Wybrzeżem Kości Słoniowej.